# Кристин Арон
Кристин Арон е френска лекоатлетка и състезателка по лека атлетика. На нея принадлежи европейският рекорд на 100 метра бягане за жени – 10.73 сек.

## Кариера
Кристин се премества да живее във Франция през 1990 г. Първият ѝ треньор е Фернан Уртебизе.
През 1998 г. чупи европейския рекорд на 100 метра на първенството в Будапеща, а в края на годината е обявена за атлет на годината при жените.
През 2001 г. изтощителни тренировки в САЩ провалят сезона ѝ и тя е принудена временно да се оттегли. През 2002 г. ражда първото си дете.
През 2003 г. е с най-бързо време от отбора на Франция в щафетното бягане на Световното първенство в Париж и поднася сериозна изненада. Въпреки че изостава с 3 м зад новата шампионка на 100 м Тори Едуардс, тя успява да навакса пасива си и да донесе неочаквана титла за Франция.
През 2004 г. печели бронзов медал в щафетното бягане на Олимпийските игри в Атина, Гърция, а през 2005 г. грабва същото отличие в дисциплините 100 и 200 м на Световното в Хелзинки.
Арон държи второто място при рекордите на 100 м за света. Предвид съмненията около световната рекордьорка Флорънс Грифит-Джойнър и внезапната ѝ смърт 10 години след постижението мнозина считат французойката за истинска рекордьорка. Самата тя неколкократно е изразявала съжаление и за закъснялото обвинение в допинг на дългогодишната си съперничка Марион Джоунс, в чиято сянка често оставаше.